# J. Blass
Pour les articles homonymes, voir Blass.
Pierre-Albert Douat, dit J. Blass, né à Bordeaux le 3 janvier 1847 et mort à Paris le 17 juin 1892, est un caricaturiste, dessinateur de presse et illustrateur français de la seconde moitié du XIXe siècle.

## Biographie
Fils de Marie-Clara Michaud et de Vital Douat, un capitaine au long cours originaire de Pauilhac, Pierre-Albert est né au no 57 du quai de Bourgogne (actuel quai Richelieu) à Bordeaux. Devenu armateur sous le Second Empire, Vital est bientôt ruiné par son train de vie et par des entreprises hasardeuses. Après avoir fui à l'étranger pour échapper à ses créanciers, il commet des fraudes à l'assurance, tout d'abord en simulant sa mort afin que sa famille puisse toucher l'assurance-vie, puis en incendiant sa propre cargaison dans le port d'Anvers. Condamné à mort, il voit sa peine commuée en sept années de réclusion en Belgique. En attendant son extradition, c'est donc par contumace que la justice française le condamne en 1867 à vingt ans de travaux forcés pour une autre escroquerie commise avec la complicité de son fils aîné Auguste.

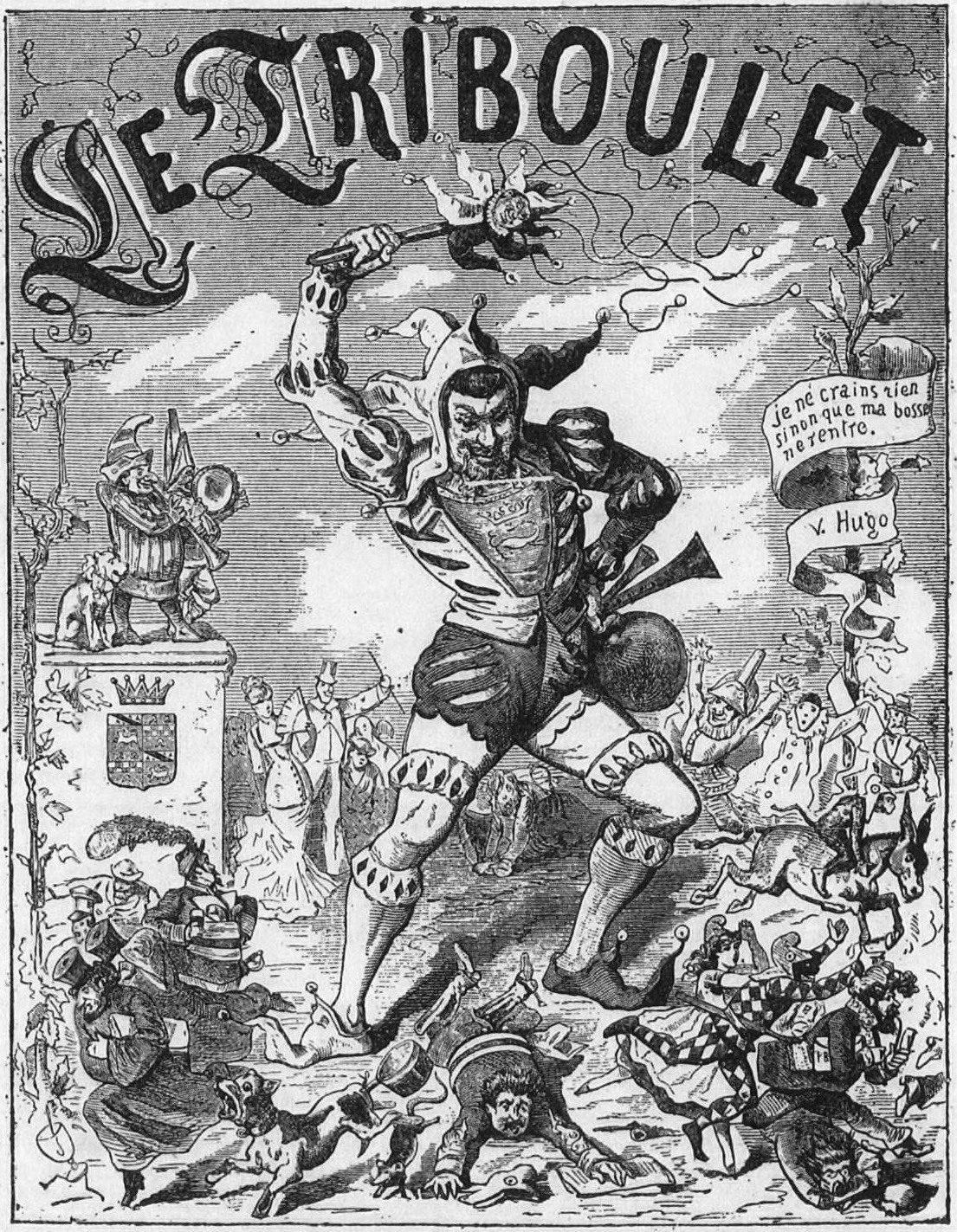
Titre du Triboulet par J. Blass (avant 1888).

En 1877, Pierre-Albert Douat fonde un éphémère concurrent de La Lune rousse d'André Gill, intitulé L’Éclair, où il fait ses débuts de dessinateur sous le pseudonyme de « Bourgevin ». Peu de temps après, il adopte le nom de plume « J. Blass », clin d’œil au picaresque Gil Blas faisant probablement allusion à son célèbre confrère Gill. Il a aussi utilisé les pseudonymes « Pouf » (pour La Comédie politique de Lyon), « Spoer » et « Gibet » (pour certains dessins du Pilori).
Principal dessinateur de deux feuilles satiriques monarchistes, Le Triboulet et Le Pilori, J. Blass collabore également à de nombreuses autres publications et illustre plusieurs ouvrages de Jean Drault. Célèbre pour ses caricatures d'hommes politiques (tels que Jules Grévy ou Jules Ferry), il est considéré par son ami John Grand-Carteret comme « le premier caricaturiste de la Troisième République ».
Atteint par la phtisie depuis 1890, Douat meurt le 17 juin 1892 à son domicile du no 52 de la rue Notre-Dame-de-Lorette. Les obsèques ont lieu à l'église de la Trinité en présence de nombreux dessinateurs tels que Caran d'Ache, Stop, Uzès, le deuil étant conduit par M. de Corvin, du Triboulet, et par Grand-Carteret, qui prononce quelques paroles au cimetière. Jules Roques, fondateur du Courrier français, lance un appel aux artistes afin de recueillir des dessins en vue d'une vente aux enchères et d'une fête caritative organisée le 6 juillet à l'Élysée Montmartre au profit de la veuve (Marie, née Mège) et de la fille du caricaturiste.

## Collaborations
J. Blass a notamment réalisé des dessins pour :
- L’Éclair (1877)
- La Question, journal de la torture (1878)
- La Jeune garde (dès 1879 ou avant)
- Le Triboulet (dès 1880 ou avant)
- Saint-Patrice, Les Métamorphoses de Fierpépin, Paris, Dentu, 1882
- Paris s'amuse (1882)
- Le Panurge (1882-1883)
- Le Balai illustré de Marseille (1882-1883)
- Le Carillon (dès 1883 ou avant)
- (Et alii) Jean-Baptiste Weckerlin, Chansons et rondes enfantines, Paris, Garnier, 1884
- Le Courrier français (après 1884)
- La Comédie politique de Lyon (dès avant octobre 1885)
- Le Grelot (dès avant octobre 1885)
- Le Journal amusant (dès avant octobre 1885)
- Almanachs du Figaro (dès avant octobre 1885)
- Le Monde militaire (dès avant octobre 1885)
- Le Pilori (après 1886)
- Punch
- L'Illustré - Soleil du dimanche
- Édouard de Perrodil, Monsieur Clown !, Paris, Dalou, 1889
- (Avec Barentin) Léo Taxil, La Ménagerie politique, Paris, Savine, 1890
- John Grand-Carteret, Bismarck en caricatures, Paris, Perrin, 1890
- (Avec L. Noël) Jean Drault, Le Dernier sire de Lavardin, Paris, Lecoffre, 1890
- L'Ouvrier (1891)
- John Grand-Carteret, Richard Wagner en caricatures, Paris, Larousse, 1892
- Jean Drault, Chapuzot est de la classe ! Nouvelles scènes de la vie de caserne, Paris, Gautier, 1892
- (Posthume, achevé par E. Mesplès) Jean Drault, Le Carnet d'un réserviste, Paris, Gautier, 1893